# Fachbegriffe des Zimmererhandwerks
| Dieser Artikel wurde auf der Qualitätssicherungsseite des WikiProjekts Planen und Bauen eingetragen. Dies geschieht, um die Qualität der Artikel aus den Themengebieten Bautechnik, Architektur und Planung auf ein akzeptables Niveau zu bringen. Dabei werden Artikel, die nicht maßgeblich verbessert werden können, möglicherweise in die allgemeine Löschdiskussion gegeben. Hilf mit, die inhaltlichen Mängel dieses Artikels zu beseitigen, und beteilige dich an der Diskussion! |

Fachbegriffe des Zimmererhandwerks sind spezielle Begriffe, die im Zimmererhandwerk verwendet werden, um eine schnelle und präzise Kommunikation zu erreichen.

## Holzbau-Konstruktionen
- Gebinde, zwei sich gegenüberliegende Sparren die im Firstknoten verbunden sind.

### Tragende Hölzer
- Aufschiebling oder Leist, ist ein kurzer Sparren im Fuß- und Traufbereich von historischen Sparren- und Kehlbalkendächer sowie von traditionellen Pfettendächer.
- Bundbalken (auch Dachbalken und Binderbalken), ist ein waagerechter Balken in einem Sparrendach-, Kehlbalkendachbinder, Spreng- und Hängewerkbinder, der die Zugkräfte aufnimmt und auf tragende Wände weiterleitet.
- Rähm
- Ständer oder Stiel
- Pfosten
- Hängepfosten
- Gurt (Obergurt, Untergurt)
- Pfette (Firstpfette, Mittelpfette, Fußpfette)
- Sparren
- Knagge
- Knagge (Fachwerk)
- Windrispe (Holz)
- Gratsparren
- Kehlsparren
- Kehlbohle
- Kehlbalken
- Dachbalken oder Bundbalken, ist ein waagerechter Balken, er bildet zusammen mit zwei Sparren ein Sparrendreieck und zugleich den Deckenbalken einer Balkenlage.
- Deckenbalken, waagerechter Balken einer Balkenlage und Holzbalkendecke.
- Zange
- Strebe
- Riegel
- Spannriegel
- Wechsel
- Kopfband
- Fußband
- Schwelle
- Mauerlatte

### Dachkonstruktion
- Dachkonstruktion
- Dachbinder
- Dachgaube
- Kehlbohlenanlage von Fledermausgauben
- Dachstuhl
- Leimträger
- Hängewerk
- Sprengwerk
- Pfettendach
- Sparrendach
- Kehlbalkendach

Hölzer in der Dachkonstruktion
- Aufschiebling, ist ein kurzes Holz bei Sparrendächern, welches das Vorholz, das bei der Versatzung zur Sicherung des Sparrenfußes stehen bleibt, überdacht und die Traufe bildet.
- Bundbalken (auch Dachbalken und Binderbalken), ist ein waagerechter Balken in einem Sparrendach-, Kehlbalkendachbinder, Spreng- und Hängewerkbinder, der die Zugkräfte aufnimmt und auf tragende Wände weiterleitet.
- Rähm
- Ständer oder Stiel
- Pfosten, ist ein senkrechter Balken (Kantholz) der parallel zur Holzfaser auf Druck belastet wird.
- Hängepfosten
- Gurt (Obergurt, Untergurt)
- Pfette (Firstpfette, Mittelpfette, Fußpfette), ist ein waagerechter Balken (Träger) der senkrecht zur Holzfaser auf Biegung belastet wird.
- Sparren
- Knagge
- Windrispe (Holz), ist ein Brett oder eine Bohle, diagonal angebracht, zur Aussteifung einer Sparrenlage (Dachfläche) in Längsrichtung.
- Gratsparren
- Kehlsparren
- Kehlbohle
- Kehlbalken
- Dachbalken oder Bundbalken, ist ein waagerechter Balken, er bildet zusammen mit zwei Sparren ein Sparrendreieck und zugleich den Deckenbalken einer Balkenlage.
- Zange
- Schifter
- Strebe
- Riegel
- Wechsel
- Kopfband
- Fußband
- Schwelle
- Mauerlatte

## Bezeichnungen am Dach
- First, die oberste Kante am Dach und eine Schnittkante von zwei Dachflächen.
- Traufe, die unterste Kante einer Dachfläche.
- Grat, die Schnittkante von zwei Dachflächen die im Winkel bis 180° an der Traufe zusammentreffen.
- Kehle, die Schnittkante von zwei Dachflächen die im Winkel über 180° an der Traufe zusammentreffen.
- Verfallung, die Schnittkante von zwei Dachflächen und verbindet zwei Firstkanten unterschiedlicher Höhen.
- Ortgang, die seitlichste Kante einer Dachfläche und verbindet die Traufe mit der First.
- Gaube, ein Dachaufbau zur Vergrößerung des Dachraums im Dachgeschoss.
- Zwerchhaus, ein Aufbau auf die Außenlängswand mit eigenem Dach im Dachgeschoss.
- Längsverband

## Bezeichnungen am Holz
- Abbundzeichen, sind Buchstaben, Ziffern und Symbole der Zimmerleute.
- Kerve oder Sattel, rechtwinkliger und dreieckiger Ausschnitt an der Unterseite von Sparren.
- Obholz, Holzhöhe am Sparren über der Pfetten Kante.
- Unterblatt, untere Hälfte einer Holzverbindung.
- Oberblatt, obere Hälfte einer Holzverbindung.
- Hexenschnitt, spezieller Traufabschnitt an Grat-, Kehlsparren, schrägen Sparren und Strahlenschifter.
- Abgratung, entfernt die überstehende Holzteile von Grat-, Kehlsparren, schrägen Sparren, Strahlenschifter und Kehlbohlen.
- Klaue, V-förmiger Ausschnitt an den Enden von Klauenschiftern und Klauenkopfbändern.
- Maß über Holz, Einteilungsmaß, Sprungmaß oder Mit Einem.
- Längseinteilung, Einteilung (Aufteilung) von Dachsparrenlagen, Holzbalkenlagen, Dachlattung, Zaunlattung und Geländer in gleich große Felder (Abstände) ohne Passfelder.
- Schifterschnitt, Abschnitt an den Enden von Schiftersparren wie Grat-, Kehl-, Kehlbohlen- und Gratkehlschifter (Doppelschifter).

## Verbindungen
- Blätter
- Klauen
- Zapfen
- Kämme
- Versätze
- Holznägel
- Schwalbenschwänze

## Zierbund
- Seilhieb
- Schrägband
- Prismenband
- Faltband
- Würfelband
- Kerbband
- Stufenprofil
- Kreuzschlag

## Arbeitsschritte
- Aufmessen
- Behauen
- Aufschnüren
- Anlegen, Hölzer für den Dachstuhl auf dem Reißboden zum Anreißen auflegen
- Abbinden
- Richten
- Verschalen, Aufbringen der Dachschalung auf die Dachsparren

## Hilfsmittel
- Bundgeschirr

### Werkzeuge
- Reißzeug, bestehend aus Zimmermannsbleistift und Reißhaken
- Bundaxt, eine Art Axt
- Beil
- Breitbeil
- Beitel (Kantenbeitel, Stechbeitel, Stecheisen, Stemmeisen)
- Dexel
- Handhobel
- Raubank
- Klopfholz (auch Zimmermannsklüpfel)
- Nagelklaue
- Vorschlaghammer
- Zimmermannshammer (eigentlich Latthammer)
- Säge (Gestellsäge, Spannsäge, Trummsäge)
- Stoßaxt

### Handmaschinen
- Bandschleifer
- Bohrmaschine
- Kervenfräse
- Kettensäge
- Tischkettensäge auch Zimmereikettensäge
- Ständerbohrmaschine mit Dübelfräseinrichtung
- Pendelsäbelsäge
- Kettenfräse (auch Kettenstemmer genannt)
- Handkreissäge
- Handbandsäge
- Winkelschleifer

### Stationäre Maschinen
- Abbundmaschine
- Abrichthobelmaschine
- Bandsäge
- Dickenhobelmaschine
- Formatkreissäge
- Kappsäge
- Fräsmaschine
- Langbandschleifmaschine
- Säulenbohrmaschine

### Weitere Hilfsmittel
- Abbundprogramm
- Alphawinkel
- Lot
- Reißbrett
- Reißboden
- Schlagschnur
- Hobelbank (auch Werkbank)
- Zimmermannswinkel
- Zimmermannsbleistift
- Zimmermannsstek
- Streichmaß
- Schmiege
- Dübeleinpressgeräte

## Sonstiges
- Giebelanker
- Ringanker
- Bauklammer
- Windrispenband

## Soziales
- Ehrbarkeit
- Walz
- Schacht oder Gilde
- Zimmererklatsch
- Richtfest
- Richtspruch